# Xã Bloomfield, Quận Huron, Michigan
Xã Bloomfield (tiếng Anh: Bloomfield Township) là một xã thuộc quận Huron, tiểu bang Michigan, Hoa Kỳ. Năm 2010, dân số của xã này là 455 người.